# Kamienica przy Rynku 24 w Tarnowie
Kamienica przy Rynku 24 i pl. Katedralnym 1 w Tarnowie (także dom kapituły, dom Langego, kamienica kapitulna, kamienica Rubinkiewicza) – zabytkowy budynek znajdujący się u zbiegu Rynku i placu Katedralnego na Starym Mieście w Tarnowie. Historia kamienicy sięga XVIII wieku, natomiast jej współczesny, neobarokowy wygląd jest owocem przebudowy z 1892 roku. W świadomości lokalnych mieszkańców przez wiele lat funkcjonowała jako siedziba Apteki „Pod Aniołem” – jednej z najstarszych aptek w mieście, o tradycji sięgającej jeszcze XVII i XVIII wieku.

## Lokalizacja
Kamienica, zwana także domem kapituły, domem Langego, kamienicą kapitulną oraz kamienicą Rubinkiewicza, zlokalizowana jest przy rogu tarnowskiego Rynku i placu Katedralnego, w północno-zachodnim narożniku głównego placu miejskiego, w zespole zwartej zabudowy jego północnej pierzei. Swoją fasadą zwrócona jest w stronę placu Katedralnego. Budowlę wzniesiono w obrębie niedużej parceli oznaczonej numerem 68/7. Od wschodu przylega do niej kamienica przy Rynku 23, natomiast od północy budynek Ośrodka Duszpastersko-Katechetycznego.

## Historia

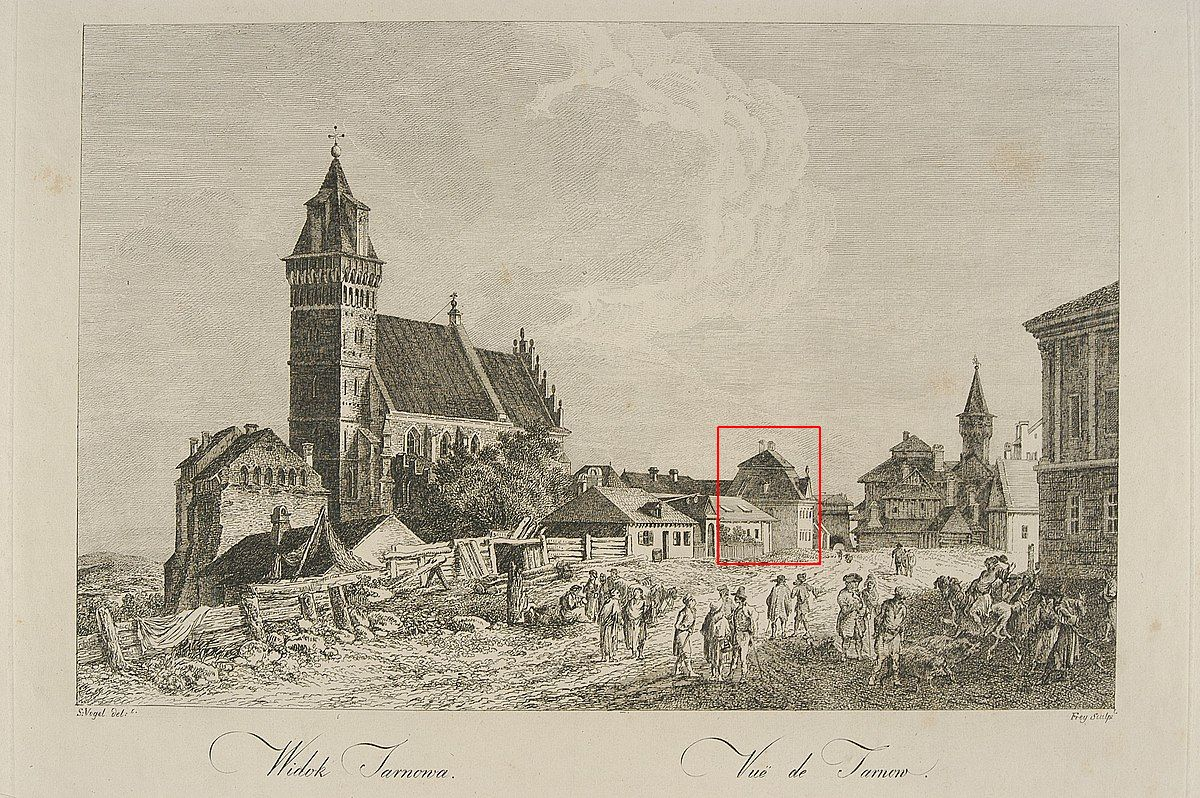
Akwarela Z. Vogla z 1800 roku. Czerwoną obwódką oznaczono opisywaną kamienicę, wówczas barokową

### Początki, okres do 1892 roku
Istniejącą współcześnie kamienicę wzniesiono na działce utworzonej z dwóch połączonych parceli lokacyjnych zabudowy bloku przyrynkowego, rozszerzonej także fragmentem placu Katedralnego oraz działki przy Rynku 23. Brakuje informacji na temat znajdującej się tam najdawniejszej zabudowy. Wiadomo jedynie, iż początkowo na obu działkach istniały odrębne budowle.
Na początku XVIII wieku istniał na tym terenie, hipotetycznie na połączonych już parcelach, prawdopodobnie drewniany, parterowy budynek, którego właścicielem w 1738 roku był niejaki Śleśkiewicz. Dom ten nie był jednak przez nikogo użytkowany, co spowodowane było złą sytuacją finansową właściciela. W nieznanym okresie wzniesiono w jego miejscu nowy, wolnostojący, piętrowy dom murowany. Budynek ten spłonął w pożarze w 1743 roku, co potwierdzają wzmianki w księgach miejskich. W 1753 roku wspomniano go ponownie, nadal jako budowlę zniszczoną.
Budowlę, znajdującą się już prawdopodobnie w rękach nowego właściciela, Andrzeja Rubinkiewicza, w latach 1761–1767 odbudowano. Odtąd nazywano ją kamienicą Rubinkiewicza bądź domem Langego. Wyróżniała się barokową bryłą z wysokim dachem mansardowym oraz trójkątnym szczytem flankowanym lukarnami, uwieńczonym nadto pinakielem z wazonem od frontu.
Przynajmniej od II poł. XVIII wieku w budynku swoją siedzibę miała apteka. Umieszczono ją tam prawdopodobnie niedługo po I rozbiorze Polski i zajęciu Tarnowa przez Austriaków (według innego źródła istniała tam jeszcze w okresie przedrozbiorowym). W czerwcu 1787 roku cały obiekt wzmiankowano w inwentarzu książąt Sanguszków, gdzie określono go właśnie jako aptekę cesarską. Jak wynika z tych samych dokumentów, za budynkiem miała znajdować się wówczas także niezabudowana działka.
Pod koniec XVIII wieku (przed 1796 rokiem) do budowli dostawiono przybudówkę (mieszczącą oficynę), co wydłużyło elewację zachodnią (wzdłuż pl. Katedralnego). Według innego źródła w podobnym okresie (między 1796 a 1814 rokiem) przystawiono do niej inną kamienicę zwróconą w kierunku pl. Katedralnego; oba te obiekty miałyby zaś zostać połączone dopiero podczas przebudowy z 1892 roku – byłoby to jednak sprzeczne z informacjami o przebudowie głównego budynku i przybudówki z I poł. XIX wieku.
Kamienica w 1796 roku została naniesiona na plan miasta, zwany planem Grottgera, a ponadto około 1800 roku uwiecznił ją na swoich dwóch akwarelach Zygmunt Vogel.

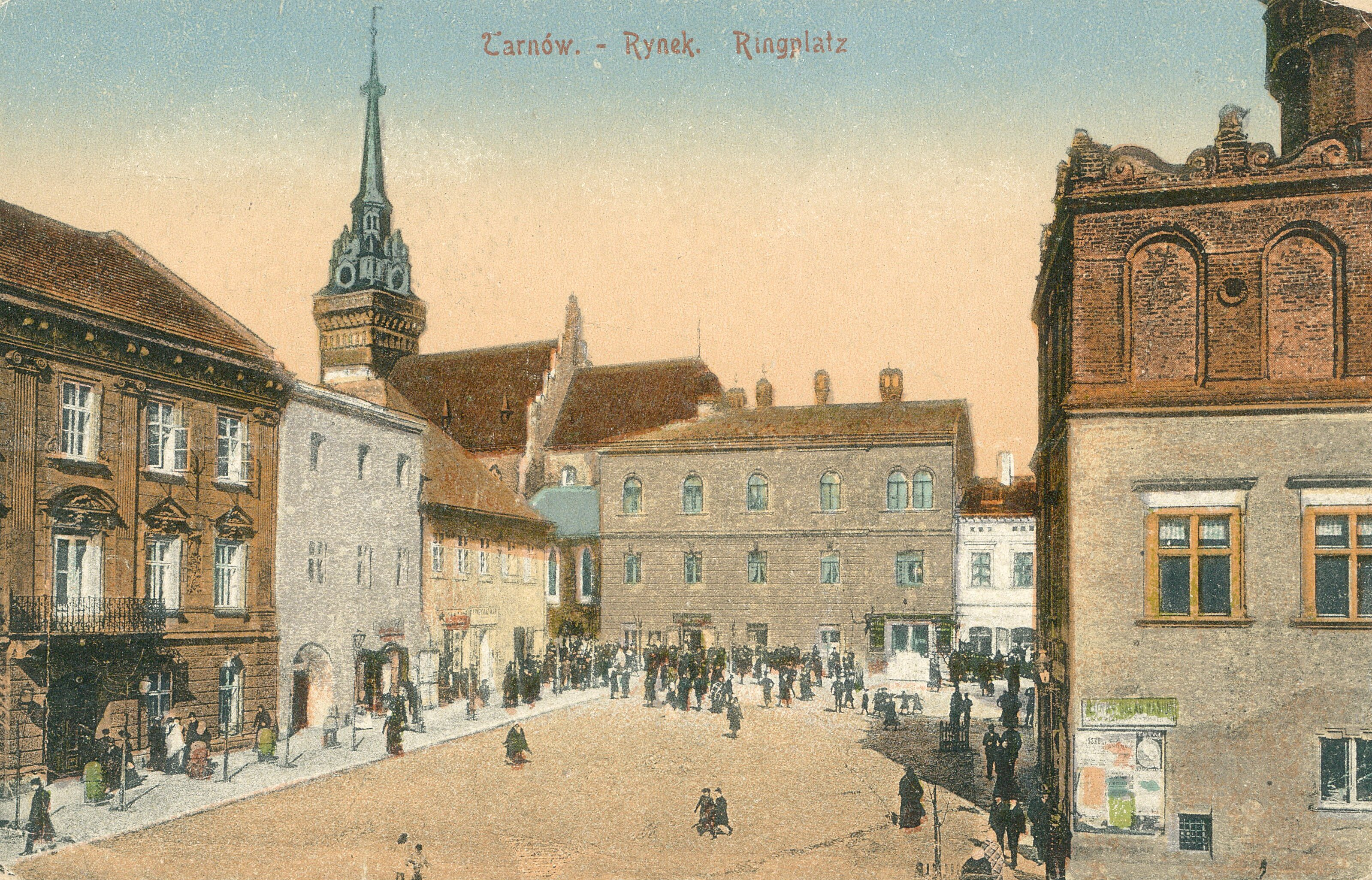
Rynek w Tarnowie około 1918 roku. W tle, w centralnej części ilustracji, znajduje się omawiana kamienica

W I poł. XIX wieku, w nieznanych dokładnie latach (między 1815–1836 lub 1814–1848), kamienicę poddano kompleksowej przebudowie. Fasadę rozszerzono o dodatkową oś, która zajęła obszar dawnego miedzucha. W nowym założeniu umieszczono charakterystyczną figurę anioła, który stał się jednym z wyróżników obiektu. Wzniesioną w II poł. XVIII wieku przybudówkę przekształcono z kolei w skrzydło spójne architektonicznie z resztą obiektu, zwrócone frontem w kierunku pl. Katedralnego. Przebudowano również konstrukcję dachu oraz wybudowano wolnostojącą oficynę.
W II poł. XIX wieku kamienica wraz z oficyną należała do ks. Franciszka Szlósarczyka (zm. 1870) oraz Attona Forstera. W 1874 roku, za sprawą wydanego w 1865 roku dekretu dziedziczenia po ks. Szlósarczyku, stała się własnością tarnowskiej kapituły katedralnej.

### Od 1892 roku do współczesności
W 1892 roku budowlę ponownie gruntownie przebudowano, tym razem według projektu Janusza Rypuszyńskiego. Jej kształt został zupełnie przeobrażony, a całą bryłę uformowano na nowo w dość skromnej wariacji ducha neobarokowego. Przede wszystkim przekształcono dotychczasową elewację boczną od strony pl. Katedralnego na reprezentacyjną elewację frontową. Ponadto nad całym obiektem nabudowano II piętro. Efekty przebudowy oraz jej twórcę komplementowano w ówczesnej prasie: przemianę pozytywnie oceniła tarnowska Pogoń. Mimo przemian, w kolejnych latach w kamienicy nadal mieściła się siedziba wiekowej apteki, zwanej Apteką „Pod Aniołem”. 

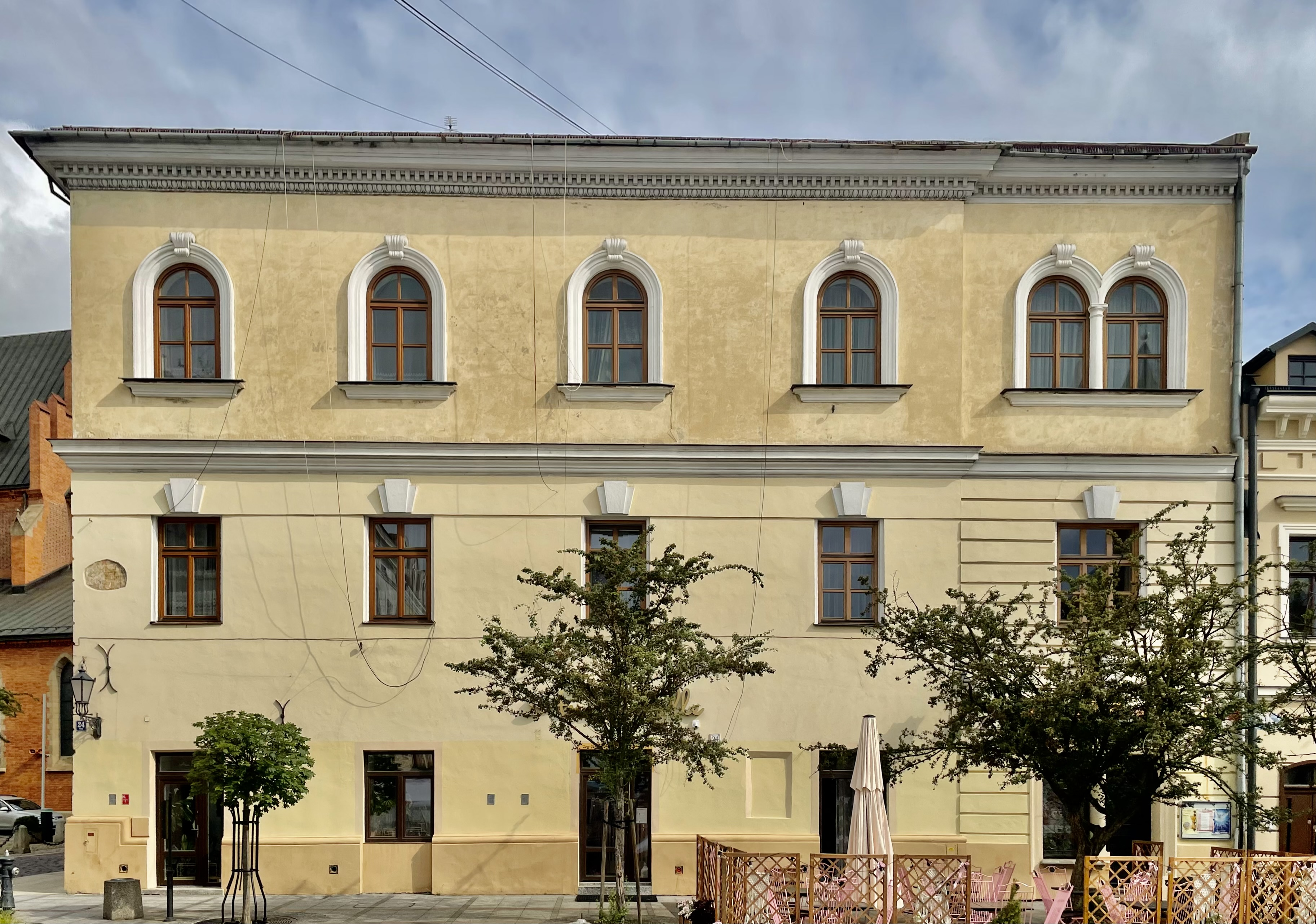
Widok na kamienicę od południa – z Rynku

W 1910 roku, z okazji obchodów 500. rocznicy zwycięskiej bitwy pod Grunwaldem, z balkonu kamienicy przemowy wygłosili Wincenty Witos, ówczesny lider ruchu ludowego w Galicji, oraz burmistrz Tarnowa Tadeusz Tertil.
W latach 30. XX wieku kamienicę poddano renowacji. Następnie w latach 1961–1962 przeprowadzono w niej remont konserwatorski elewacji oraz wnętrz.
W latach 1986–1987 przy tylnej elewacji budynku, na niezabudowanej dotychczas działce (zajmowanej przez ogród), wedle projektu Andrzeja Skoczka wybudowano budynek Ośrodka Duszpastersko-Katechetycznego. Za pomocą jednego skrzydeł kamienicy, oba obiekty są ze sobą powiązane.
Do 1991 roku w kamienicy wciąż funkcjonowała Apteka „Pod Aniołem”. Kiedy została zlikwidowana, jej zadania przejęła nowa placówka przy pobliskiej ul. Żydowskiej. Oprócz tego, budowla była siedzibą licznych instytucji i organizacji. W latach 1959–1961 mieścił się tutaj tarnowski oddział PTTK (przeniesiony następnie do Domu Florenckiego), a od 1980 roku działał Klub Inteligencji Katolickiej. Ponadto na przestrzeni lat funkcjonował w niej klub anonimowych alkoholików oraz katolickie stowarzyszenia młodzieżowe. Równocześnie część lokali wykorzystywana była w celach mieszkalnych. Z kolei w styczniu 2025 roku w systemie REGON w obiekcie zarejestrowany był jeden podmiot gospodarczy (cukiernia).
W 2010 roku budynek został wpisany do rejestru zabytków nieruchomych województwa małopolskiego (nr rejestru A-1204/M z dnia 22 kwietnia 2010 r.).

### Apteka „Pod Aniołem”

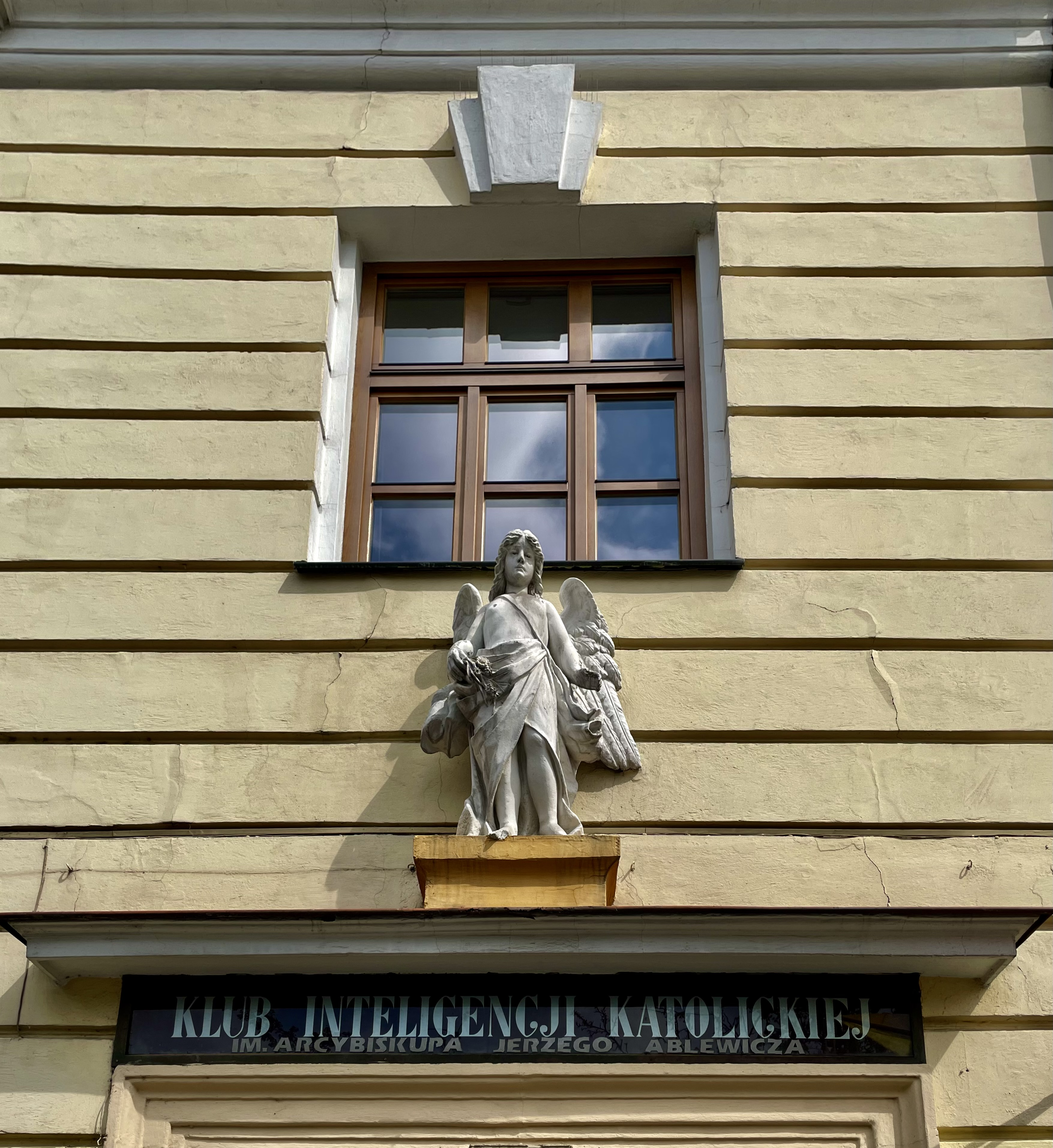
Figura anioła – wyróżnik kamienicy i dawnej apteki

Kamienica w świadomości dawnych mieszkańców była bezpośrednio powiązana z funkcjonującą w niej apteką. Punkt taki hipotetycznie powstał w niej niedługo po I rozbiorze Polski i zajęciu Tarnowa przez Austriaków (według innego źródła istniał jeszcze w okresie przedrozbiorowym). Jego początków można doszukiwać się jednak znacznie wcześniej, bo już w XVII wieku, kiedy był własnością Sebastiana Drzewickiego (zm. 1624), tarnowskiego aptekarza, radnego miejskiego i (prawdopodobnie) burmistrza. O działalności Drzewickiego wiadomo z dokumentów z lat 1621–1631, w tym za sprawą spisów inwentarza tarnowskiej apteki oraz jego testamentu.
Nieznane są dzieje apteki w wieku XVIII, nie ma też pewności, gdzie dokładnie istniała; wiadomo, że przynajmniej pierwotnie jej siedziba znajdowała się w obiekcie murowanym w centrum miasta. Można jednak sądzić, że od pewnego czasu mieściła się (przetrwała) przy Rynku 24.
Dowodem na funkcjonowanie tu takiego przybytku miałaby być XVIII-wieczna polichromia zachowana w jednej z izb kamienicy. Malowidło przedstawia portret Hipokratesa, ujęty w dekoracyjny owal i podpisany imieniem Hippocrates. Apteka prawdopodobnie była dobrze wyposażona i poważana wśród lokalnej społeczności. Świadczą o tym zapisy Ewarysta Kuropatnickiego, opisującego zjeżdżającą się do niej szlachtę z okolicznych cyrkułów.
W 1787 roku w dokumentach książąt Sanguszków całą kamienicę określono mianem apteki cesarskiej. W początkowych latach okresu austriackiego samą już aptekę nazywano także apteką wojskową.
Od I poł XIX wieku placówka funkcjonowała jako apteka prywatna. Od tego też czasu określana jest mianem Apteki „Pod Aniołem”. Źródłosłów tej nazwy mógłby pochodzić od rzeźby anioła wystawionej w I poł. XIX wieku w elewacji przyrynkowej; nie wszyscy autorzy uznają jednak tę wersję za wiarygodną – figura mogła również powstać na podstawie wcześniej utartego określenia. Jej forma jednoznacznie koresponduje zaś z funkcjonowaniem apteki: w prawej ręce anioła umieszczony jest pęk roślin leczniczych.
O istnieniu apteki w północnej pierzei Rynku wspomniał Wincenty Balicki w wydanym w 1831 roku opisie Tarnowa. Z kolei na 4 sierpnia 1852 roku datowana jest pierwsza wzmianka o funkcjonowaniu tej placówki, jaką posiada Muzeum Farmacji w Krakowie. Wtedy to praktykę miał rozpocząć w niej Dominik von Sidorowicz.
W okresie austriackim dysponentami placówki byli aptekarze, w tym Wenzel Winkler (w 1814 roku), Dominik von Sidorowicz (1852–1866 lub w 1866 roku), Jan Czemczyński (1866–1871) oraz Antoni Tenczyn wraz z ajentami Maurycym Adelerem, Gustawem Szancerem oraz Henrykiem Einsbachem (1871–1902). W 1902 roku aptekę od wdowy po Antonim Tenczynie zakupił dawny dzierżawca, Maurycy Adeler. Adeler prowadził placówkę do śmierci, po czym przeszła ona w ręce jego córki, Zofii Ujejskiej, oraz jej męża, Eugeniusza Ujejskiego. Zarządzali oni apteką do wybuchu II wojny światowej w 1939 roku.
W okresie okupacji niemieckiej placówka trafiła pod zarząd Izby Aptekarskiej w Krakowie. Okupanci uznali ją za mienie opuszczone: Eugeniusz Ujejski zginął podczas walk w trakcie kampanii wrześniowej, natomiast Zofia Ujejska spędziła czas wojny na Węgrzech. Decyzją Izby Aptekarskiej aptekę na powrót otwarto, a za jej funkcjonowanie odpowiedzialny był Włodzimierz Biłenki wywodzący się z Małopolski Wschodniej.
Jak przywoływał jeden z oficerów Armii Krajowej z Inspektoratu AK Tarnów, ppłk. Stanisław Marek, w okresie wojny placówka była obiektem zainteresowania Gestapo. Pracująca w niej farmaceutka należała do AK, a kiedy tajna policja odkryła jej konspiracyjną działalność, zdecydowano o aresztowaniu podejrzanej. Ostatecznie jednak, za sprawą sprytu Biłenkiego, do zatrzymania nie doszło: gestapowców unieszkodliwił nalewką aptekarską, dzięki czemu partyzantce udało się uciec i wyjechać z miasta.
Po zakończeniu wojny aptekę ponownie uznano za mienie opuszczone, w związku z czym podlegała Tymczasowemu Zarządowi Państwowemu. Następnie przejęła ją Okręgowa Izba Aptekarska w Krakowie. Najpierw jej kierownikiem, a później – po przejęciu przez OIA – ajentką, została Anastazja Wałężanka.
W 1951 roku aptekę upaństwowiono, a jej wnętrze wyremontowano. Część wiekowego wyposażenia, w tym urządzenia farmaceutyczne, przekazano do Muzeum Farmacji w Krakowie. Zabytkowe meble wskutek wieku uległy natomiast zniszczeniu przez drewnojady i po zakończeniu prac nie udało się ich ponownie wstawić. Placówka utraciła zatem historyczny wystrój. W 1952 roku nastąpiła w Tarnowie zmiana wszystkich kierowników aptek; kierownikiem Apteki „Pod Aniołem” został Antoni Strzelec. W kolejnych latach stanowisko to pełnili Jakub Taubeles, Zdzisław Parasiewicz oraz Jadwiga Pachowicz.
W 1991 roku aptekę zlikwidowano, a jej rolę przejęła apteka „Pod wezwaniem św. Rodziny” przy ul. Żydowskiej.

## Architektura
Kamienica jest przykładem neobarokowego budynku mieszkalno-usługowego. Wyróżnia ją bogaty detal architektoniczny z II poł. XIX wieku. Skonstruowano ją na planie zbliżonym do prostokąta, uzupełnionego skośnym skrzydłem od strony północnej. Jest trzykondygnacyjna i trzytraktowa, w oficynie – dwuktraktowa. Posiada podpiwniczenie. Ściany budowli murowane są z cegły oraz kamienia i otynkowane. Elewację frontową skierowano w stronę pl. Katedralnego, w kierunku Rynku wystawiona jest elewacja boczna. Od wschodu przystawiona jest do niej kamienica przy Rynku 23, natomiast od północy budynek Ośrodka Duszpastersko-Katechetycznego; z obiektem tym jest ponadto powiązana.